# Йоглав
Йо̀глав е село в Северна България. То се намира в община Ловеч, област Ловеч.

## География
Селото е разположено по поречието на река Осъм. Намира се на 12 km от Ловеч (в посока към Левски). Има около 270 постоянно живеещи и около 160 временно пребиваващи жители.

## История
След освобождението на България от османско владичество много къщи на турци биват давани на много ниски цени на българи.

## Обществени обекти
- Кметство на с. Йоглав
- Народно читалище „Пробуда 1926“
- Експозиция към читалище „Пробуда 1926“ на историко-етнографската музейна колекция
- Параклис „Света великомъченица Ирина“[3]
- Футболен отбор „Ботев“ Йоглав.
- Селищен парк с лятна естрада
- Магазини и местни заведения за обществено хранене.

## Население
Численост и дял на етническите групи според преброяването на населението през 2011 г.:
|                     | Численост | Дял (в %) |
| Общо                | 374       | 100,00    |
| Българи             | 369       | 98,66     |
| Турци               | 0         | 0,00      |
| Цигани              | 0         | 0,00      |
| Други               | 0         | 0,00      |
| Не се самоопределят | 0         | 0,00      |
| Неотговорили        | 1         | 0,26      |

## Религии
Населението на селото е православни българи.
През 2023 година селото се сдобива с православен храм - параклис в чест на Света великомъченица Ирина. Постройката е изработена в Гърция. На 5-ти май 2025 година, празникът на Света Ирина, Ловчански митрополит Гавриил извършва освещаването на храма.
Селото е част от Ловчанска епархия на Българската православна църква.

## Културни и природни забележителности
Селото е сред живописна природа, от него горски пътеки през мост над река Осъм извеждат до известните хълмове „Камъка“ и „Смочанския камък“. В центъра е създаден озеленен парк с открита сцена с места за зрители, зона за детски игри и беседка. Тук се намират пещерите – „Кънчова вършина“ с дълбочина 120 метра и „Иванчова вършина“ с дълбочина 78 метра, също така и „Дядовите дупки“, в които според местната легенда българския Цар Константин когато бил на лов загубил кучето си и то се е появило след 9 дни живо и здраво в недалечната „Деветашка пещера“. Наблизо са и Куршунските водопади.
- Паметник на загиналите във войните

## Редовни събития
- „Камилата“ – фолклорен празник-обичай, който се провежда на Ивановден.

## Личности
- Георги Мишев (р. 1935), писател и сценарист
- проф. д-р Пламен Митев, историк, от 2007 г. Декан на Историческия факултет на СУ [8]
- Димитър Митев, краевед, баща на проф. Пламен Митев
- Илия Мишев (1929 – 2014), физик

## Други
- Българските филми „Матриархат“, „Селянинът с колелото“ и „Преброяване на дивите зайци“ на режисьора Едуард Захариев по сценарий на Георги Мишев са снимани в Йоглав и неговите околности с псевдонима – „Югла“.